# Montemarciale
Montemarsale o Montemarciale era un villaggio fortificato dell'isola d'Elba attestato dai documenti tra il XIII e il XIV secolo, nel territorio comunale di Portoferraio.

## Il nome
Citato indistintamente nei documenti medievali come Montemarsale e Montemarciale, l'origine del toponimo è collegabile a marsa, arcaico termine che designava un «luogo acquitrinoso» identificabile con il Piano di San Giovanni presso Portoferraio.

## Descrizione
Montemarsale, unico villaggio fortificato dell'Elba medievale, sorgeva sull'attuale Colle di Santa Lucia (42°47′23.01″N 10°18′32.01″E), un'altura (237 m) dominante il golfo di Portoferraio ed anticamente circondata da paludi. La sommità della collina è quasi perfettamente spianata ed interamente cinta da poderose mura di larghezza variabile tra 1 e 1,50 metri, realizzate con la tipica tecnica costruttiva medievale in bozze di pietra cementate. Il basamento di una probabile torretta cilindrica, su cui svetta una croce in ferro del 1926, è visibile ancora oggi sul punto più orientale del villaggio. Nella località è sorta, almeno dal XVII secolo, la chiesetta intitolata a Santa Lucia, con un piccolo romitorio caduto in disuso nel 1776 a seguito di un editto del Granducato di Toscana. In superficie si osservano frammenti di vasellame pisano in maiolica arcaica dipinta in verde (ossido di rame) e bruno (ossido di manganese), di una produzione datata tra il 1220 e il 1350; e ancora, una gran quantità di conchiglie marine dei generi Cardium e Murex. 
La distruzione del villaggio sembra esser stata dovuta al cannoneggiamento inferto nel giugno 1544 da Khayr al Din Barbarossa, come testimonierebbero i monconi di cinta muraria letteralmente catapultatisi sul terreno circostante.
I ruderi presenti sul Colle di Santa Lucia erano stati identificati dagli eruditi locali settecenteschi come appartenenti ad una leggendaria Fortezza di Lucèri, ovviamente mai menzionata nei documenti medievali. Il luogo, dal XVIII secolo, fu chiamato anche Le Casamenta (dal latino casamentum), per i ruderi del villaggio stesso.
In alcuni testi moderni il villaggio è chiamato Montemensale. Tale dizione è dovuta ad un errore di trascrizione di Montis Marsalis commesso dallo storico Flaminio Dal Borgo (Raccolta di scelti diplomi pisani, 1765) riguardo ad una pergamena del 1291 (Archivio Storico Diocesano di Pisa, numero 1042).

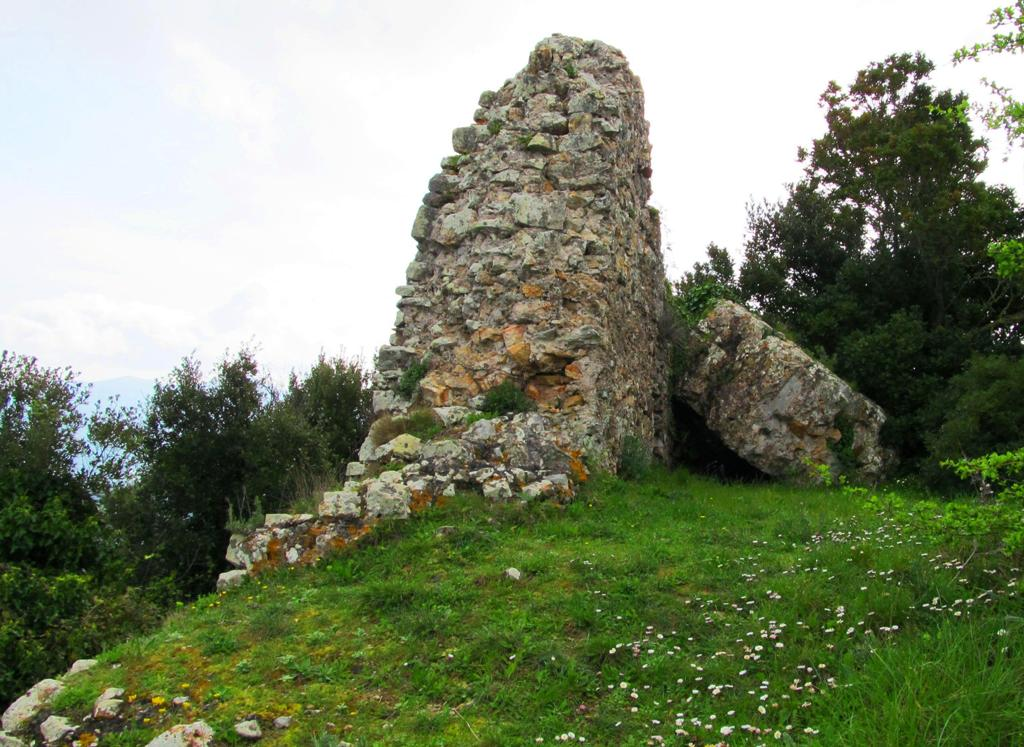
Resti della cinta muraria

## Documenti medievali
Documenti del 1260, redatti dal notaio pisano Rodolfino riguardo alle comunità dell'isola d'Elba tenute ogni anno a donare falconi da caccia all'arcivescovo di Pisa, citano il Comune Montis Marcialis; nel 1305 Montemarsale era a capo di una delle capitanìe dell'isola, distretti amministrativi istituiti dalla Repubblica di Pisa. Nel 1345 è attestata la presenza di una cinta muraria, la sola dell'Elba («...in ynsula Ylbe non est aliquod castrum muratum nisi castrum Montismarsalis...»), ma il borgo era abitato solo da 12 famiglie, 6 delle quali impegnate nella difesa e nella manutenzione del castrum, che si lamentavano per la sfavorevole posizione dell'abitato e per l'aria malsana («...malum situm terre et aëris...»). Il villaggio venne presumibilmente in seguito abbandonato e dal XV secolo non ne compaiono più attestazioni. Montemarsale, unico villaggio fortificato dell'Elba medievale, era in stretta relazione visiva con la Fortezza del Volterraio.

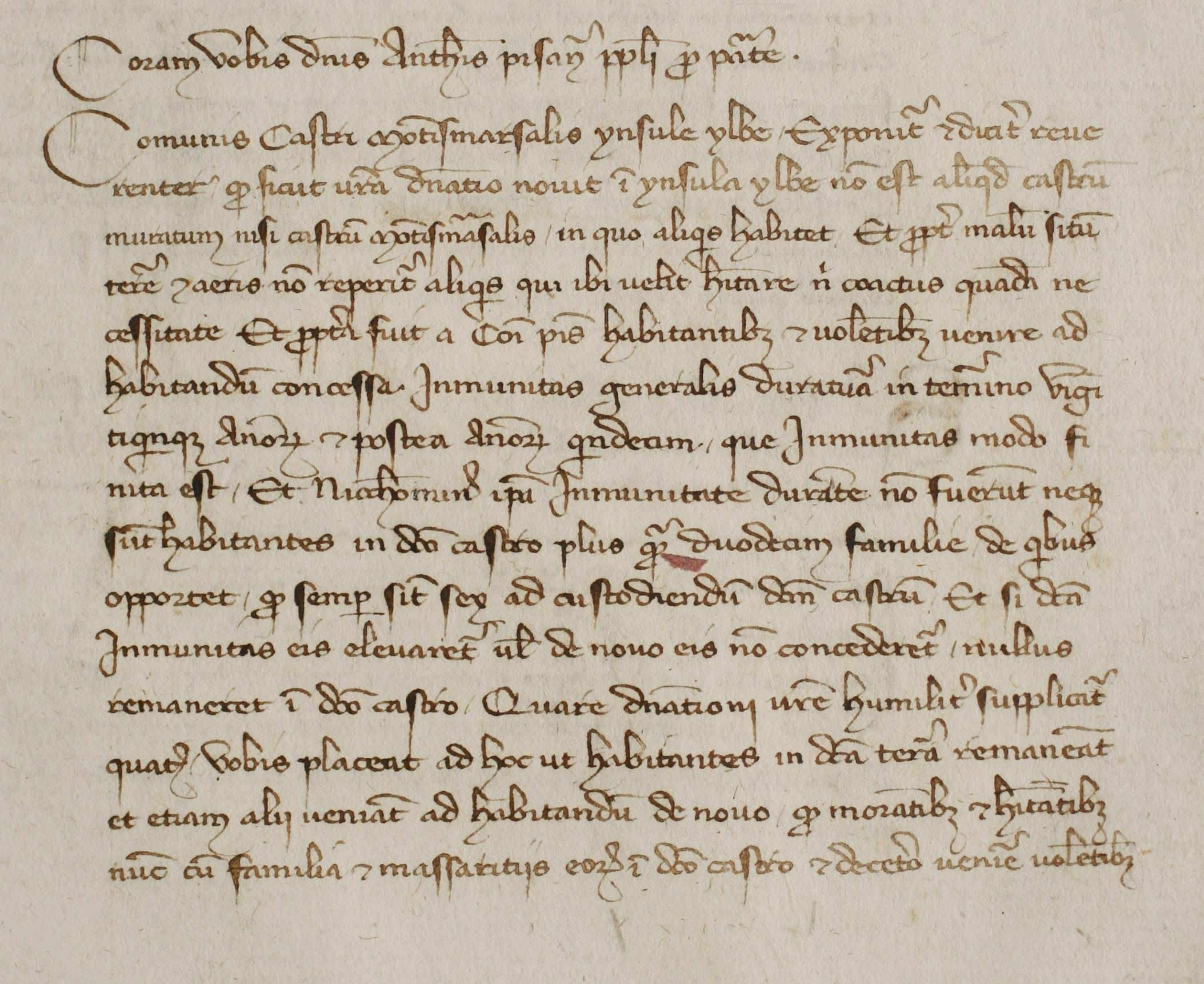
Documento del 1345 in cui Montemarsale chiede sgravi fiscali al governo di Pisa

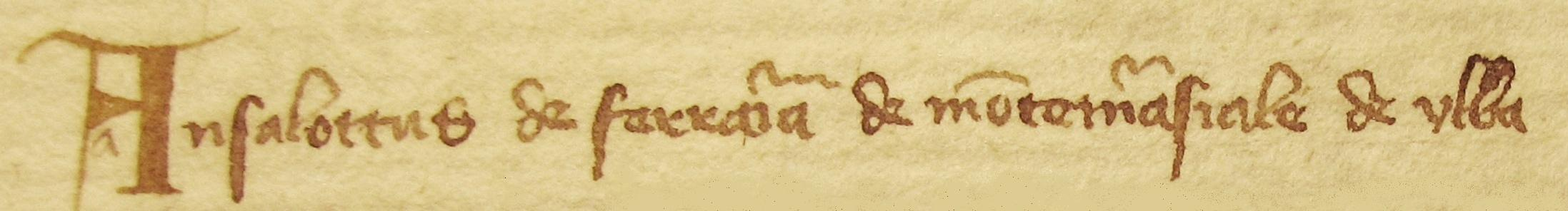
«Ansalottus de Ferraria de Montemarsiale de Ylba» (1278)

## Popolazione medievale
Anno 1234: Lotteringo (sindaco). Anni 1263-1278: Donato Bandini, Bonavere Ildini, Ansalotto (console). Anno 1365: Nicolino Belforti, Leone Cei, Paolino Cei, Lemma Soffarelli.

## Curiosità
Dimenticato dalla memoria collettiva per almeno cinque secoli, di Montemarsale rimaneva persino ignota l'ubicazione già a partire dal XVIII secolo. Per tale motivo furono elaborate varie ipotesi sulla sua identificazione:
- Giuseppe Ninci nel 1815 lo collocava nella località Pianello, sui monti tra i paesi di Sant'Ilario in Campo e di San Piero in Campo.
- Remigio Sabbadini nel 1919 ne ipotizzava la localizzazione nel Pian di Procchio.
- Romualdo Cardarelli nel 1934 pensava fosse collocato sul Monte Castello di Procchio, sui resti di una fortificazione etrusca, ma quest'ipotesi venne smentita da scavi archeologici avvenuti nel 1977.
- Enrico Lombardi nel 1968 propose l'ubicazione di Montemarsale sul Colle di Santa Lucia presso Portoferraio.
- Mario Tabanelli nel 1975 localizzò nuovamente il sito sulla sommità del Colle di Santa Lucia.
- Santino Valli nel 2000 ha riproposto l'ubicazione sul Colle di Santa Lucia.
- Umberto Gentini nel 2010 ha ipotizzato la localizzazione di Montemarsale nella località Case Vecchie presso San Piero in Campo.
- Silvestre Ferruzzi nel 2011 ha scoperto riferimenti documentari (Archivio Storico Diocesano di Pisa, Instrumenta Rodulfini notarii, E, carta 597, anno 1278) a favore della localizzazione sul Colle di Santa Lucia. L'ipotesi si basa sul documento del 1278 riguardante una donazione di falconi all'arcivescovo pisano Federico Visconti da parte del console «...Ansalottus de Ferraria (attuale Portoferraio) de Montemarsiale de Ylba...».[1]